# Udamopyga cubana
Udamopyga cubana är en tvåvingeart som beskrevs av Guilherme A.M.Lopes 1940. Udamopyga cubana ingår i släktet Udamopyga och familjen köttflugor.
Artens utbredningsområde är Kuba. Inga underarter finns listade i Catalogue of Life.